# Trichoneura munroi
Trichoneura munroi är en tvåvingeart som först beskrevs av Alexander 1920.  Trichoneura munroi ingår i släktet Trichoneura och familjen småharkrankar. Inga underarter finns listade i Catalogue of Life.